# روب هولمبرغ
روب هولمبرغ (بالإنجليزية: Rob Holmberg)‏ هو لاعب كرة قدم أمريكية أمريكي، ولد في 5 يونيو 1971 في ماكيسبورت في الولايات المتحدة.